# Giorgi Tekturmanidze
Giorgi Tekturmanidze (in georgiano გიორგი თექთურმანიძე?; Tbilisi, 17 settembre 1990) è un ex calciatore georgiano, di ruolo difensore.

## Caratteristiche tecniche
Trequartista, può giocare anche come interno di centrocampo.

## Palmarès

### Club

#### Competizioni nazionali
- Campionato georgiano: 1

Dila Gori: 2014-2015